# Restaurang Tyrol

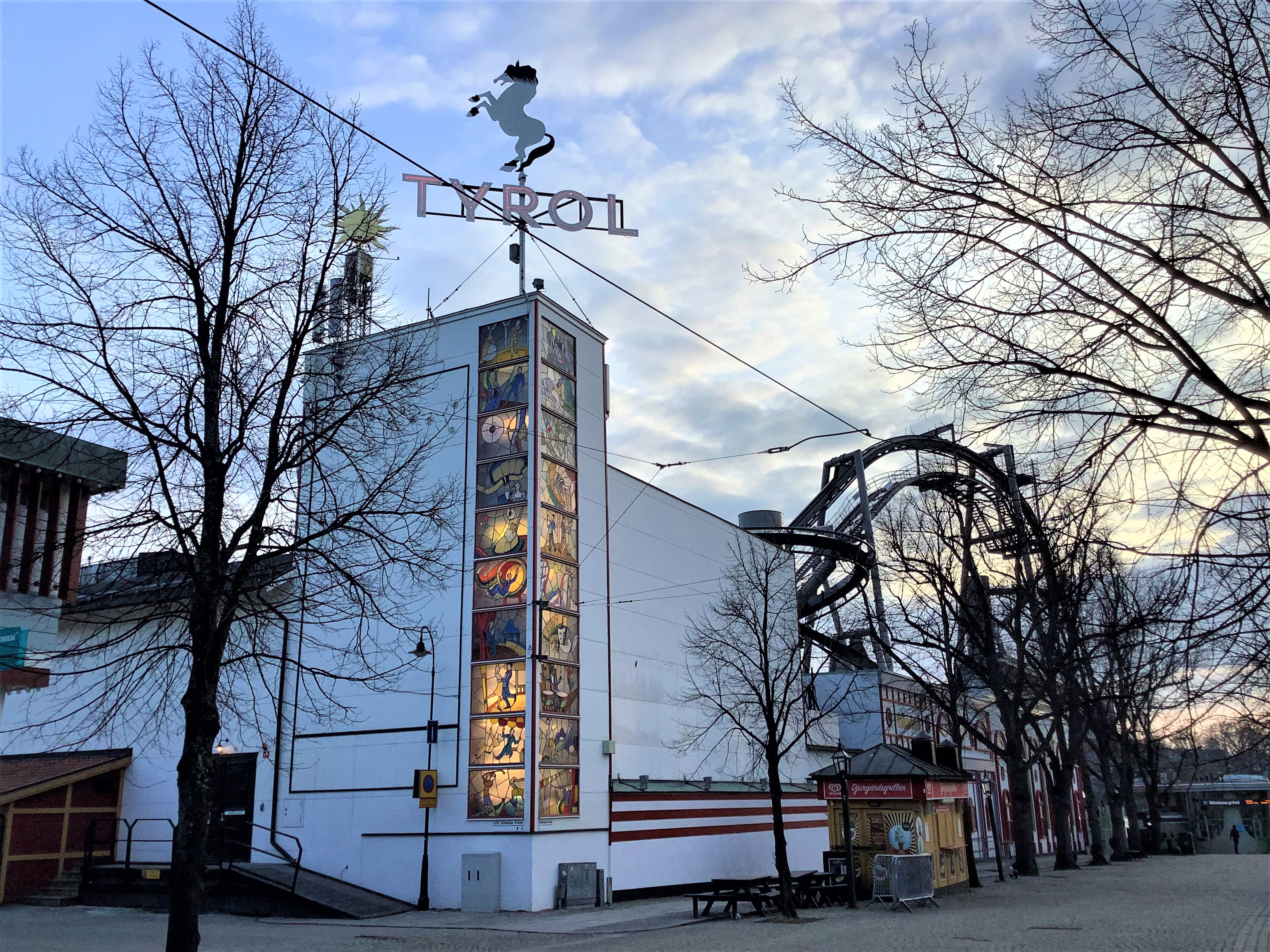
Restaurang Tyrol vid Allmänna gränd på Djurgården i Stockholm, 2021.

Tyrol är en anrik restaurang vid Lilla Allmänna Gränd 2-9 på Södra Djurgården i Stockholm.

Tyrol öppnade sin verksamhet på 1930-talet och är huvudrestaurangen inom nöjesfältet Gröna Lund. Restaurangen serverar tysk- och österrikisk inspirerad mat och dryck och omsätter årligen cirka 40 miljoner kronor genom shower, konserter, uthyrning, à la carte-restaurang och julbord.
Stället är känt för sina krogshower och konserter i olika genrer. Många internationella artister har uppträtt på Tyrol, däribland Owe Thörnqvist, Henrik Åberg, Povel Ramel, After Dark, Miyavi, An Cafe, Children of Bodom, Cannibal Corpse, Saxon, Iced Earth, Airbourne Jerry Williams och Ghost. Under vintern 2016 byggdes Tyrol om till en grekisk taverna, för att kunna hysa krogshowen Mamma Mia! The Party, som uppförs under hela år 2016 och våren 2017.

## Bilder

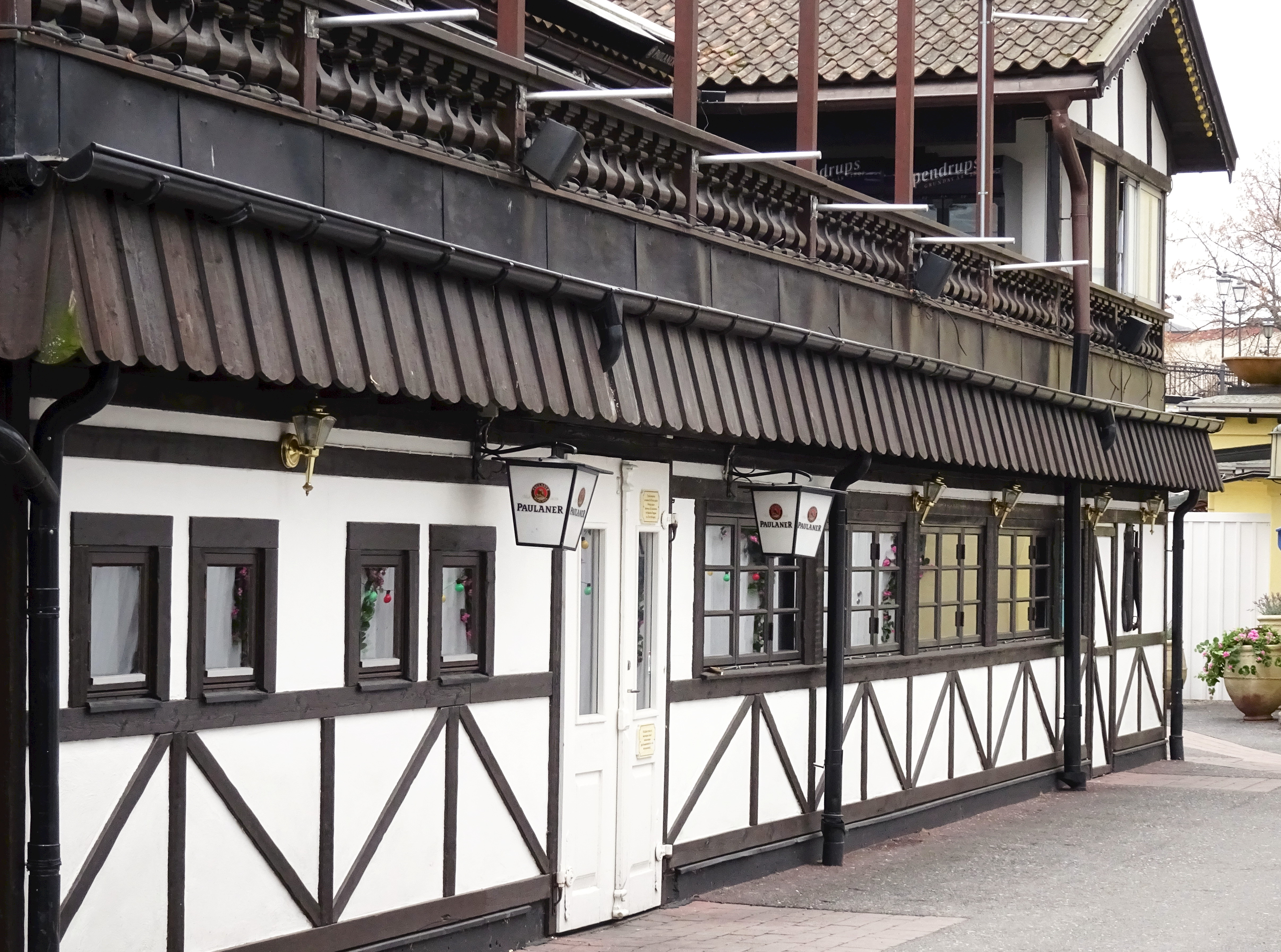
Tyrols entré 2016
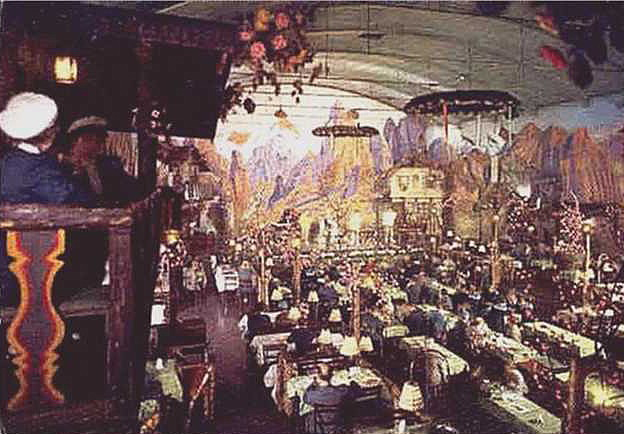
Vykort från Tyrol, 1950-tal
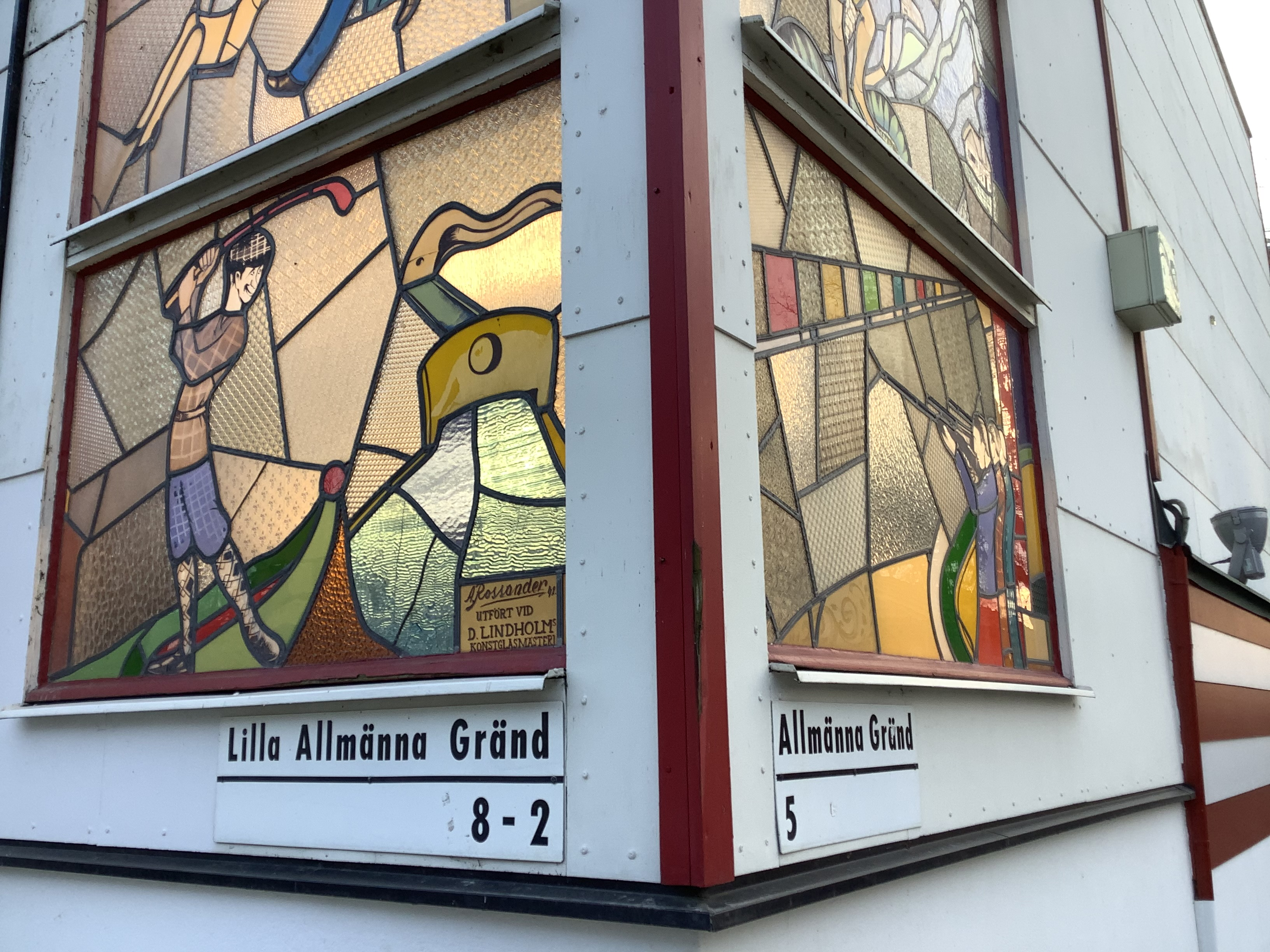
Gatuskyltar på Restaurang Tyrols torn, nedanför glasmålningar av Armand Rossander.
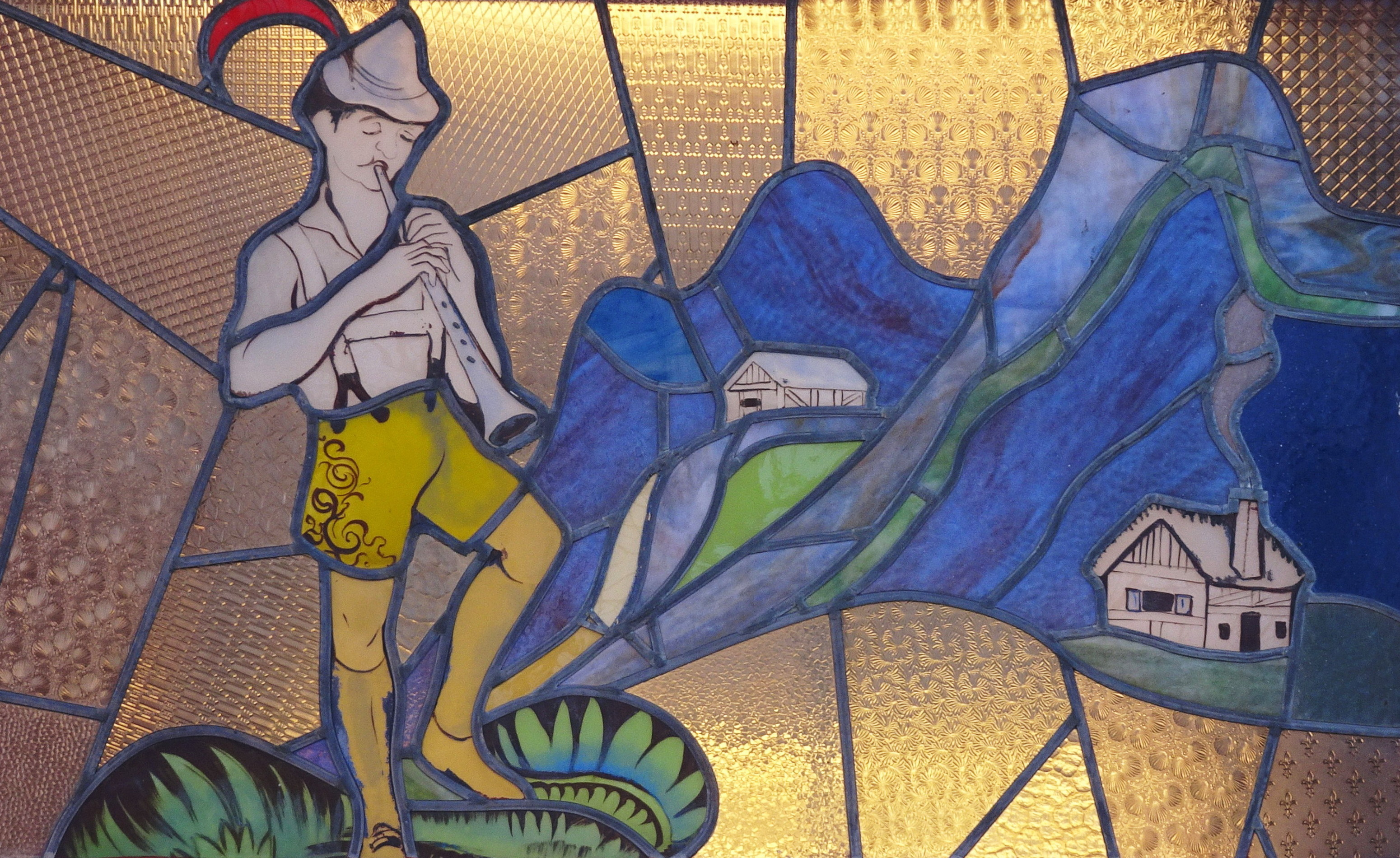
Ett av Armand Rossanders glasmotiv på Tyrols torn
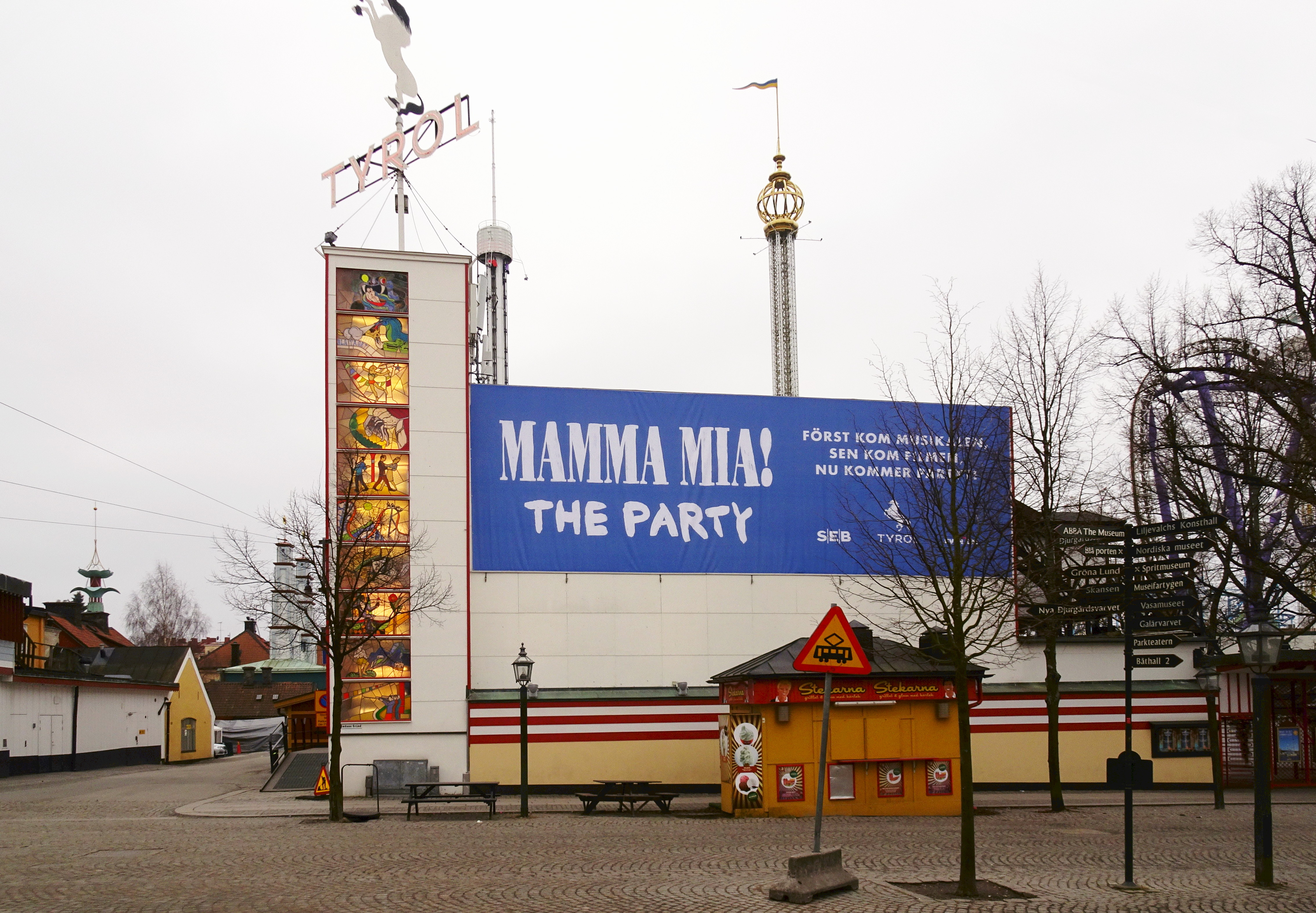
Restaurang Tyrols torn